# Doraemon Bóng chày – Truyền kì về bóng chày siêu cấp
Dorabase: Doraemon Super Baseball Gaiden (ドラベース ドラえもん超野球外伝 (Dorabase: Doraemon Siêu dã cầu Ngoại truyện) Dorabēsu: Doraemon Sūpā Bēsubōru gaiden, n.đ. 'Dorabase: Ngoại truyện Siêu bóng chày Doraemon'), gọi ngắn là Dorabase là một bộ manga spin-off về bóng chày do Mugiwara Shintaro (むぎわら しんたろう) sáng tác dựa trên hình ảnh nhân vật Doraemon của bộ truyện tranh cùng tên của tác giả Fujiko F. Fujio. Ông là học trò của bộ đôi 3F. Truyện được đăng trên tạp chí CoroCoro Comic của Shogakukan. Phần hai của bộ truyện, Shin Dorabase đã ra mắt vào năm 2012 khi CoroCoro Comic vừa đăng chương cuối cùng của bộ truyện (thực ra còn thiếu 3 trang), sau đó cũng được đăng trên CoroCoro Comic. Tại Việt Nam, truyện được xuất bản dưới tên Doraemon Bóng chày – Truyền kì về bóng chày siêu cấp (gọi ngắn là Doraemon Bóng chày) bởi Nhà xuất bản Kim Đồng.

## Nội dung
Doraemon trước khi trở về quá khứ giúp đỡ Nobita, đã từng chơi cho một đội bóng chày toàn mèo máy giống cậu tên là Edogawa Doras (Doras là tên chính, Edogawa là tên quận của đội bóng đó). Tuy nhiên, những chú mèo máy này có vẻ tân tiến hơn Doraemon (Đa số có lông và làm được nhiều việc như bán cá hay giao hàng). Đội bóng của họ rất yếu và luôn thua cuộc. Nhưng vì không chấp nhận thất bại và luôn vươn lên hết mình, đội bóng của họ ngày càng mạnh hơn và tiến sâu hơn vào làng bóng chày thế giới, đánh bại các địch thủ mạnh phía trước.

## Nhân vật

### *Edogawa Doras
Edogawa Doras là đội bóng chày chính của loạt truyện Doraemon bóng chày, gồm toàn các chú mèo máy do nhân vật chính Kuroemon làm đội trưởng, lãnh đạo đội bóng. Lúc đầu là đội bóng rất yếu, không thắng được trận nào bởi ngay cả một số thành viên trong đội còn không biết luật bóng chày, trong khi một số khác thì dù có biết luật nhưng lại chơi rất tệ. Nhưng sau đó trình độ của thành viên đều được nâng lên rất cao theo thời gian cùng với tinh thần đoàn kết và cầu tiến cao độ nên đội bóng chày Edogawa Doras trở thành một đội bóng rất mạnh và nổi tiếng, luôn được coi là ứng cử viên nặng ký trong những giải đấu mà họ tham dự. Hiện giờ đội Edogawa Doras đang là Đương kim Vô địch cúp Con Bọ Hung (Kabutomusi Cup) và là Đương kim Á quân Big Dome Cup.

#### Huấn luyện viên
- Dora Nosuke (銅羅之輔): Huấn luyện viên trưởng của đội Edogawa Doras số 2 (Great Doras). Từng là huấn luyện viên đội Kunugiyama Bugs, nhưng sau thất bại trước đội Edogawa Doras ở vòng bán kết cúp Kabutomusi cup, ông đã bị sa thải. Sau đó, ông đã giúp Kuroemon hóa giải cú ném Con Chuồn Chuồn Ớt (Red Dragonfly Ball) của Amoll và đề nghị được làm huấn luyện viên đội Doras. Tuy nhiên ông không được đội bóng công nhận là huấn luyện viên chính thức, vì vậy ông đã đi chiêu mộ các cầu thủ trẻ tài năng và lập nên đội Doras số 2. Ông thường tổ chức những cuộc tập dượt thể lực cực kỳ khắc nghiệt cho cả đội bóng. Sau trận chung kết Big Dome Cup lần thứ 32 ông đã cùng đội Doras 2 đi tập huấn dài hạn để nâng cao trình độ. Trong giải đấu bóng chày xuyên Nhật Bản (Japan Tournament Cup), đội bóng đã trở lại và lấy tên là Great Doras. 
  - Vị trí: Huấn luyện viên trưởng
  - Số áo: 30

#### Các thành viên trong đội
- Kuroemon (クロえもん): Cậu là tuyển thủ Nhật Bản tham gia giải đấu WABC. Là đội trưởng của đội Edogawa Doras và cũng là một thành viên trong gia đình của Hiroshi. Cậu có một người bạn rất thân là Shiroemon - từng học chung với cậu ấy ở trường Đào tạo Robot, nhưng do quan điểm khác nhau về bản thân cũng như về bóng chày - trong khi Shiro luôn nghiêm túc trong bóng chày và luôn muốn vượt lên thì Kuro lại ngược lại - nên mỗi người đi một ngả. Tuy nhiên sau này Kuro đã thay đổi, rất yêu bóng chày và rất có trách nhiệm, trở thành một người đội trưởng đáng tin cậy. Cậu cũng là một trong những cầu thủ giỏi nhất của bóng chày nghiệp dư Nhật Bản và đã hóa giải được rất nhiều những cú ném của các cầu thủ ném bóng xuất sắc như Shiroemon, Amoll, Drump. Sau này, cậu trở thành cầu thủ bóng chày chuyên nghiệp và đầu quân cho đội Chiba Marines.
  - Vị trí:Third base
  - Số áo: 5
  - Kỹ năng đặc biệt: Trằng Rằm Sắt Khúc Củ Cải (Daikon-slicing Fullmoon Swing), Lỗ Đen Ma Thuật (Black Hole), Vòng Xoáy Ma Thuật (Driver Shoot), Củ Cải Chém Trăng Khuyết (Crescent Moon Sword), Cú đánh Phát Bóng Một Chân (Flamingo Style Batting)
- Hiroshi (ひろし): Cậu là tay ném bóng chủ lực của đội Doras và là người bạn thân nhất của Kuroemon. Bố cậu đã mất từ khi cậu còn nhỏ và hiện tại cậu đang sống với mẹ. Cậu có ước mơ trở thành một cầu thủ chuyên nghiệp, và có năng khiếu chơi bóng. Cậu coi Shiroemon là đối thủ mạnh nhất trong phần giao bóng, và nhiều lần muốn so tài với cậu ấy. Do thường xuyên phải mang vác nặng nên cậu có khả năng giao bóng cực nhanh và mạnh. Ở tập 12, cậu đã được chọn để tham dự giải WABC nhưng do bị tai nạn giao thông, cậu đã phải nhường lại vị trí tại đội tuyển cho đồng đội Suzuemon.
  - Vị trí:Pitcher
  - Số áo: 1
  - Kỹ năng đặc biệt: Cú ném bóng siêu tốc (Fastball), Bóng nĩa (Forkball), Cú đánh phát bóng một chân (Flamingo Style Batting)
- Aimond (エーモンド): Cậu là tuyển thủ Hoa Kỳ tham gia giải đấu WABC. Cậu vốn sinh ra ở Florida, Mỹ. Cậu bị cận nặng và kính của cậu là kính cận chứ không phải kính râm. Điều này thật khó lý giải cho khả năng phát bóng của cậu vì khi bỏ kính ra cậu phát bóng tốt hơn. Bình thường trông cậu có vẻ lạnh lùng nhưng thực ra lại rất tình cảm. Quan hệ giữa cậu và quản lý của đội - Mika có vẻ khá khăng khít ở tập đầu nhưng không được nhắc đến nhiều ở các tập sau. Trước đây cậu chơi cho đội Lobsters, nhưng sau khi tay bắt bóng chủ lực Randy chuyển đến đội Devil Kings, cậu đã rời đội và sang Nhật Bản để dự cuộc thi tuyển cầu thủ chuyên nghiệp, sau đó gia nhập đội Doras. Hiện tại cậu đang ở trọ tại nhà ông Inazuma. Trong lần tập luyện ở đảo hoang cậu đã sáng tạo ra cách phát bóng ra lửa độc đáo. Giao bóng, bắt bóng, phát bóng, chạy đều đảm nhiệm rất xuất sắc. Cậu là người hùng của đội Mỹ tại WABC khi hóa giải thành công cú ném bóng thẳng 180 km/h của Shiroemon giành chiếc cúp cho đội Mỹ, sau đó cậu được nhiều đội bóng của Mỹ săn đón với những bản hợp đồng hậu hĩnh nhất nhưng cậu đã quyết định trở về đội Doras. 
  - Vị trí: Left fielder
  - Số áo: 7
  - Kỹ năng đặc biệt: Cú phát bóng Hỏa Diệm (Fire Impact), Cú phát bóng Thịt Xiên Nướng (Barbecue Impact), Cú ném Truyền Lửa (Fire Beam), Cú bắt bóng Lửa (Fire Catch)
- Suzuemon (スズえもん): Cậu là tuyển thủ Nhật Bản tham gia WABC Cup. Là cầu thủ ăn diện nhất đội, rất hay chú ý đến việc vệ sinh quần áo đồng phục và tự hào có chiếc chuông cổ to nhất đội. Suzu cũng là người có cảm giác bóng tốt nhất đội. Tuy là công tử nhà giàu nhưng cậu không kiêu ngạo như những người khác. Đặc biệt cậu có một tinh thần và ý chí thi đấu sắt thép khiến mọi người phải nể phục, điều đó được thể hiện rõ nhất tại WABC Cup. Cậu thường xuyên bị khuất mặt từ tập 17.
  - Vị trí: Shortstop
  - Số áo: 6
- Hyoroemon (ヒョロえもん): Cậu là tuyển thủ Nhật Bản tham gia WABC Cup. Cậu đang làm việc tại 1 cửa hàng thủy sản cùng với bố cậu. Cậu có chiều cao lý tưởng, rất thuận lợi trong việc bắt bóng cao. Hyoro là một người nóng tính nhưng đầy tinh thần trách nhiệm. Thỉnh thoảng cậu hay giận dỗi bạn bè, nhưng một lòng một sức vì đội bóng. Cậu luôn muốn đội bóng trở nên tiến bộ hơn. Tuy cậu không kỹ năng đặc biệt nhưng lại là người truyền ngọn lửa thi đấu và niềm tin cho cả đội những lúc nản chí. Do bố cậu bị bệnh nặng nên cậu đã có ý định giã từ đội Doras, nhường chỗ lại cho thành viên cũ Guriemon, tuy nhiên chính bố cậu đã động viên cậu quay trở lại với đội. Sau này, cậu là huấn luyện viên trưởng của đội Doras. Sở thích của cậu là thích nói chuyện phiếm.
  - Vị trí: Firstbase, Thirdbase (tạm thời)
  - Số áo: 3
- Pyokoemon (ピョコえもん): Cậu đang làm việc tại xưởng sửa chữa robot, vì sở thích của cậu là những gì liên quan đến máy móc. Cậu có thể kéo dài tay, chân, đầu và tai tùy ý vì các bộ phận trên cơ thể cậu được nối liền với thân bằng lò xo, nên thường xuyên tạo nên những pha bóng ngoạn mục, nhưng điểm yếu là hơi lẫn lộn về phương hướng. Ở tập 11, cậu đã bị Retsu chơi khăm, lấy cắp các linh kiện lắp cho Borosuke rồi đổi cho cậu linh kiện khác, nhưng cậu vẫn cố gắng thi đấu và thi đấu rất xuất sắc, lập chiến công cho đội, tìm ra cách hóa giải cú ném bóng lò xo của tay giao bóng Borosuke đội Edogawa Boros.
  - Vị trí: Second base
  - Số áo: 4
- Toraemon (トラえもん): Cậu đang làm việc tại cửa hàng cho thuê thuyền câu cá vì sở thích của cậu là câu cá. Cậu là cầu thủ chạy nhanh nhất đội bóng. Cậu đã lập chiến công cho đội khi thi đấu rất xuất sắc trước siêu cầu thủ bóng đá Ronaemon và góp ý cho đội trưởng Kuroemon cách hóa giải Double Banana Shoot của Rona. Cậu rất có tiềm năng bóng đá nhưng lại quyết định gắn kết với bóng chày. Tuy cậu sống trong gia đình giàu có (chỉ thua Suzuemon) nhưng lại có tấm lòng nhân hậu. 
  - Vị trí: Center fielder, Pitcher (tạm thời)
  - Số áo: 8
- Pakuemon (パクえもん): Cậu đang làm việc tại nhà trẻ, vì trẻ con là niềm vui thích nhất đối với cậu. Tuy thế, nhưng cậu lúc nào cũng đói, có lúc còn lấy luôn kẹo mút của trẻ con. Trông cậu như lúc nào cũng đang ăn cái gì đó. Sau lần tập luyện ở đảo hoang, cậu có thể bắt được mọi quả bóng từ mọi hướng, cho dù nó có lắt léo, nhanh và mạnh đến đâu. Cậu cũng đã có lần lập chiến công khi hóa giải cú fastball của Pokoemon đội Yamadera Bears tại vòng đầu Big Dome Cup lần thứ 31 và ghi điểm đem lại chiến thắng cho đội.
  - Vị trí: Catcher
  - Số áo: 2
- Chibiemon (チビえもん): Thành viên nhỏ tuổi nhất đội và cùng rất yêu thích bóng chày. Sau khi được đội Doras cứu sống vì bị trôi trên sông, cậu đã làm quen với bóng chày rồi bắt tay vào việc tập luyện từ đó. Là người thay thế vị trí cho Guriemon nhưng thi đấu không bằng Guriemon, dù vậy cậu cũng ba lần lập chiến công cho đội: bắt được hai cú phát bóng ăn điểm của Dora Ichiro đội Bousou Turtles và Hirai đội Arakawa Whiters tại Big Dome Cup lần thứ 31 và tìm ra cách hóa giải Dragonfly Ball của Amoll tại trận chung kết Kabutomusi Cup. Luôn giành quyền đánh bóng trước. Là một cậu bé vui tính, nghịch ngợm, hay khóc nhè, luôn gây rắc rối cho Hyoroemon và làm Hyoroemon nổi giận. Cậu là người chạy nhanh thứ hai đội. Cậu đang sống với ông ở gần sông Edo. Cậu có tiềm năng trở thành một cầu thủ giỏi trong tương lai.
  - Vị trí: Right fielder
  - Số áo: 0
- Guriemon (グリえもん): Là giáo viên thường dạy ở các lò luyện thi và hiện đang là nghiên cứu sinh tại một viện nghiên cứu tại Hokkaido, Guri là một thiên tài xuất chúng với chỉ số IQ rất cao. Cậu đã cứu cho đội bóng nhiều phen nguy kịch nhờ việc vận dụng trí thông minh tuyệt vời trong phân tích tình huống trận đấu. Sau này cậu phải rời bỏ đội bóng để tiếp tục nhập học. Dù không ở đội Doras nữa nhưng cậu vẫn luôn nhớ đến mọi người. Trong quá trình học tại viện nghiên cứu, cậu đã bị Amoll đánh cắp con chuột Gusa - công trình nghiên cứu của cậu - và ra điều kiện phải gia nhập đội Hokkai Snow Fox và đấu với đội Doras thì mới trả con chuột Gusa cho cậu. Lúc đó cậu đã vô tình nạp vào người một nguồn năng lượng cực mạnh mà cậu nghiên cứu, cũng vì vậy mà những cú giao bóng của cậu trở nên rất nhanh và mạnh. Tuy nhiên, trong trận đấu với đội Doras thì nguồn năng lượng đó đã tan biến khi cậu đang giao bóng do bị sét đánh. Ở tập 18, cậu đã trở lại đội Doras để thay thế Hyoroemon và cậu đã làm khá tốt.
  - Vị trí: Right fielder, First base (thay cho Hyoroemon)
  - Số áo: 9
- Akaemon (アカえもん): Một lính cứu hoả xuất sắc và nhiệt tình của quận Edogawa, cậu đam mê bóng chày hơn bất kỳ thứ nào khác nên khi cứu hỏa luôn đem theo găng tay bóng chày. Aka đã giúp đội Doras thắng lợi trong tất cả các trận đấu mà cậu tham dự bằng những cú giao bóng đầy uy lực. Cậu luôn giữ được vẻ mặt bình tĩnh trong mọi trường hợp. Với những cú giao bóng cực kỳ nhanh, mạnh và chuẩn xác, cậu là một tay giao bóng siêu hạng.
  - Vị trí: Pitcher
  - Số áo: 119
  - Kỹ năng đặc biệt: Water Slider
- Mikeemon (ミケえもん): Từng là gián điệp của Amoll và không có kỹ năng chơi bóng. Sau này cậu được đội Doras thu nhận và đã hai lần lập chiến công cho đội: hoá giải thành công Dragonfly Ball của Amoll, giành ngôi vô địch Kabutomusi Cup cho đội và hóa giải Global Soap của Poroemon đội Yamadera Bears trong trận thứ 4 Japan Tournament Cup.
  - Vị trí: Dự bị, First base, Left fielder
  - Số áo: 12
- Doraemon (ドラえもん): Một nhân vật mở đầu cho loạt truyện. Câu là nhân vật chính của truyện tranh cùng tên, chỉ xuất hiện ở chương đầu của bộ truyện. Doraemon là một tay giao bóng khá tệ. Cậu đã phải giã từ đội bóng để quay về thế kỷ 21 giúp Nobita, trước khi giã từ đội bóng cậu đã cho Kuroemon và đội Doras một lời khuyên cực kỳ đáng giá. Cậu cũng chính là người đã nghĩ ra tên Doras cho đội bóng.
  - Vị trí: Pitcher
  - Số áo: 10
- Mika-chan (美香ちゃん): Quản lý và thư ký của đội Edogawa Doras. Cô bé này là một fan trung thành cổ vũ nhiệt tình và hay trợ giúp cho đội bóng. Là bạn thời thơ ấu của Hiroshi, cô bé luôn tin rằng Hiroshi có thể trở thành một cầu thủ xuất sắc. Cô thường hoạt động như một người quản lý cho đội bóng và cũng là người chăm sóc các thành viên bị chấn thương. Ngoài ra cô luôn là một giải pháp thay thế khi đội bóng thiếu người. Sau này, cô là người phụ trách vòng sát hạch giải đấu Astro Big Dome Cup.
  - Vị trí: Dự bị, Right fielder, Manager
  - Số áo: 28
- Thành tích của đội:
- Quán quân Kabutomusi cup
- Á quân Big Dome cup lần thứ 32
- Á quân giải (giải quốc tế) WABC: Hyoroemon, Suzuemon, Kuroemon (đội Nhật Bản)
- Quán quân WABC: Aimond (đội Mỹ)
- Top 8 đội xuất sắc nhất của Japan Tournament Cup

### *Great Doras

#### Edogawa Doras số 2 → Great Doras
- Bubuta (ブブ太): Đội trưởng của đội Doras số 2. Cậu là robot lợn. Rất hâm mộ đội Doras kể từ sau khi Doras đánh bại Whiters tại Big Dome Cup lần thứ 31 và luôn mong muốn được gia nhập đội. Cậu cùng với Bebeta, Bobota đã được Dora Nosuke tiếp nhận vào đội số 2. Cấu tạo bàn tay đặc biệt của cậu giúp cậu có thể ném tốt các cú curveball, slider và forkball. Sau trận chung kết với Arakawa Whiters tại Big Dome Cup lần thứ 32, cậu cùng cả đội hình 2 đã rời đội Doras để tham gia khóa huấn luyện khắc nghiệt của Dora Nosuke. Khóa huấn luyện đó đã khiến cậu đánh mất niềm vui khi chơi bóng và chỉ nghĩ đến chiến thắng, bất chấp thủ đoạn. Tuy nhiên tại Japan Tournament Cup, trong trận đấu với chính đội Edogawa Doras (một trận đấu không chính thức với lí do đội Great Doras đã chơi xấu và không cho đội Edowaga Doras đi tiếp), cậu đã tìm lại được niềm vui đã đánh mất và tìm được cách ném cú W Ball.
  - Vị trí: Pitcher
  - Số áo: 11
  - Kỹ năng đặc biệt: Curveball, Slider, Forkball, W Ball
- Bebeta (ベベ太): Tay bắt bóng của đội Doras số 2. Là người khoẻ mạnh nhất đội, cậu có cú giao bóng lên tới 170 km/h. Tuy nhiên, cậu lại thiếu khả năng chịu đựng. Bắt bóng, phát bóng, chạy đều đảm nhiệm khá tốt.
  - Vị trí: Catcher
  - Số áo: 22
- Bobota (ボボ太): Vị trí số 1 đội Doras số 2. Cậu có một thân hình to lớn và rất ít nói. Bobota có sở trường sử dụng mũi để chơi bóng, cả trong ném bóng và phòng thủ.
  - Vị trí: First base
  - Số áo: 33
  - Kỹ năng đặc biệt: Multi-image ball
- Sukuro (スクロ): Trông cậu khá giống Kuroemon ngoại trừ phần lông giữa mặt cũng màu đen. Mèo đen luôn mang đến xui xẻo cho mọi người, cậu là nguyên nhân dẫn đến việc đội Doras bị tôm càng tấn công trong cuộc tập huấn thể lực của Dora Nosuke. Nhưng cậu lại giúp đội Doras thắng 2 trận đầu Big Dome Cup lần thứ 32 mà không tốn 1 giọt mồ hôi. Đồng thời cậu cũng là người duy nhất của đội hình 2 trụ lại trong cuộc đua giành suất thi đấu chính thức cho Big Dome Cup 32.
  - Vị trí: Third base
  - Số áo: 15
- Pochiemon (ポチえもん): Robot dạng chó, trình độ khá.
  - Vị trí: Shortstop
  - Số áo: 16
- Ratta (ラッ太): Robot dạng rái cá, trình độ khá, phản xạ rất nhanh khi đỡ bóng.
  - Vị trí: Second base
  - Số áo: 14
- Suneto Honeyama (骨山すねと): Trình độ khá. Được dựa theo nhân vật Suneo Honekawa trong bộ Doraemon.
  - Vị trí: Center fielder
  - Số áo: 18
- Takeru Gori (剛里たける): Trình độ khá. Được dựa theo nhân vật Takeshi Goda trong bộ Doraemon.
  - Vị trí: Left fielder
  - Số áo: 17
- Shizuo Mihara (三原しずお): Trình độ khá. Được dựa theo nhân vật Shizuka Minamoto trong bộ Doraemon.
  - Vị trí: Right fielder
  - Số áo: 19

Thành tích của đội:
1. Á quân Giải Big Dome Cup lần thứ 32 cùng đội Edowaga Doras
2. Hạng 4 của giải Japan Tournament Cup

### *Arakawa Whiters
Là một đội bóng chày nghiệp dư thuộc thành phố Tokyo, Nhật Bản, thuộc sân vận động Arakawa. Là một trong những đội bóng chày nghiệp dư mạnh nhất Nhật Bản
- Shiroemon (シロえもん: Shiroemon, Shiro có nghĩa là trắng): Đội trưởng đội Arakawa Whiters (Whiters là tên chính, Arakawa là tên quận của đội bóng đó), một đội bóng có đồng phục màu trắng và tên cũng có nghĩa là Những Con người Màu Trắng đơn giản vì cậu có vẻ rất thích màu trắng. Bản thân cậu cũng là một chú mèo máy có bộ lông trắng muốt từ đầu đến chân, mũi hồng (dù trong bản comic mũi cậu cùng màu với mũi của Kuro nhưng bìa màu và ảnh động thì mũi cậu màu hồng), đuôi hình lưỡi sét giống Kuroemon, mắt đen. Cậu được đánh giá như cầu thủ mạnh nhất Nhật Bản, thậm chí mạnh nhất thế giới vì phần thể hiện ấn tượng trong mùa giải WFBC. Trong các cuộc bầu cử dưới nhiều hình thức trên mạng của fan, cậu luôn xếp thứ nhất hoặc tương đương với Drump. Cậu có những quả bóng bất hủ mà có lẽ ngoài Kuroemon ra không một ai khác có thể đỡ được, như quả bóng W (quả bóng trắng, W là viết tắt của White), quả bóng WW theo phương nằm ngang và có độ gấp khúc lớn (ném quả bóng này khiến cậu bị chấn thương vai rất nặng), và quả bóng WWW tân tiến, để ném bóng cậu đã phải nhảy lên rất cao và đường đi của bóng là chính xác tuyệt đối, vì vậy Kuroemon mới có thể sáng chế ra độc chiêu Vòng xoáy ma thuật, quả bóng siêu siêu tốc bay với vận tốc 180 km/h đã giúp cậu từng lập kỉ lục thế giới ở giải WABC, nhưng tiếc thay nó đã bị Aimond đánh bay khỏi sân vận động. Sau này cậu cũng ném được quả bóng với tốc độ nhanh hơn mà hiện tại trong truyện là nhanh nhất, 181 km/h. Cậu là bạn thời thơ ấu của siêu cầu thủ Kuroemon, nhưng giờ thì họ là kì phùng địch thủ. Có thể gọi tắt tên cậu là Shiro. Sau này, cậu trở thành cầu thủ chuyên nghiệp và đầu quân cho đội Sapporo Fighters. 
  - Vị trí:Pitcher (WABC)
  - Số áo: 1
  - Kỹ năng đặc biệt: W Ball, WW Ball, WWW Ball, World Ball, Fastball (quả bóng siêu tốc 181 km/h)

Hirai (平井): Bạn thân nhất của siêu cầu thủ Shiroemon dù Komatsugawa cũng được liệt kê vào danh sách bộ ba này nhưng cậu ấy và Shiroemon có vẻ khắc khẩu. Cậu là người duy nhất bắt được bóng của Shiroemon. Tưởng rằng trong đội Whiters, Shiroemon là người đáng tin cậy và có ý chí vững vàng nhất, nhưng thực ra vị trí đó thuộc về Hirai. Hirai mới là người vực dậy tinh thần thi đấu của Shiroemon và Komatsugawa khi họ cảm thấy thiếu tin tưởng vào bản thân và lo lắng về khả năng thi đấu của mình cũng như đồng đội. Cậu thật sự rất nỗ lực trong nhiều mặt, đến nỗi Shiroemon còn phải cảm thấy biết ơn cậu. Trong bản tiếng Nhật, cậu gọi Shiroemon là Shiro-kun (cách gọi tên con trai một cách thân mật), trong khi những người khác thì gọi bằng Shiro-san hoặc không dùng cách gọi tên này, cho thấy sự thân thiết giữa hai cầu thủ này
- Vị trí: Catcher
  - Số áo: 2
- Komatsugawa (小松川): Một trong bộ ba đã kể trên. Tuy nhiên trong truyện không thể hiện rõ sự tiếp xúc thân mật giữa cậu với Shiroemon như Hirai (Shiroemon đi đâu cũng có Hirai theo cùng). Ban đầu cậu chơi rất kém và bây giờ thì có thể nói là vẫn không thay đổi mấy khi tiếp xúc với những đối thủ mạnh, còn một khi cậu đã hăng máu lên thì khả năng đánh bóng của cậu có lẽ bì được với Shiroemon. Đeo kính, trông khá giống Mettman trong bộ Siêu sao Bóng chày (Mettman cũng của tác giả Mugiwara Shintaro). Cậu cũng gọi Shiroemon bằng Shiro-kun, nhưng Shiroemon không dùng cách xưng hô đó với cậu (tức là chỉ gọi bằng Komatsu) và chỉ dùng cách xưng hô đó với Hirai (Hirai-kun) (bản tiếng Nhật - nguồn Corocoro Comics). 
  - Vị trí: Second base
  - Số áo: 4

Thành tích của đội:
- Quán quân Big Dome Cup lần thứ 32
- Á quân WABC Cup: Shiroemon, Hirai, Komatsugawa (Nhật Bản)
- Quán quân Japan Tournament Cup

### *Yamadera Bears
Là một đội bóng chày nghiệp dư thuộc tỉnh Chiba, Nhật Bản, thuộc sân vận động Ponpoko. Các cầu thủ của đội đều là gấu chồn đội lốt người (trừ ba anh em Pokoemon)
- Pokoemon (ポコえもん): Đội trưởng và là tay ném bóng của đội Yamadera Bears. Khả năng thôi miên của cậu đã làm cho đội Doras phải chao đảo. Sau này cậu trở thành bạn của đội Doras và đã giúp Kuroemon hóa giải W Ball của Shiroemon. Khi đội Doras đấu với Devil Kings, cậu đã thay thế vị trí giao bóng của Hiroshi - bị chấn thương do bị Drump hãm hại. Mỗi khi nổi giận, cậu thường biến thành một con gấu khổng lồ dữ tợn. Tuy ở bộ dạng này cậu có những cú giao bóng cực kỳ nhanh, mạnh nhưng lại rất dễ mất sức.
  - Vị trí: Pitcher
  - Số áo: 00
  - Kỹ năng đặc biệt: Full Moon Swing, Hypnotism, Transformation, W Ball
- Ponemon (ポンえもん): Là một trong ba anh em Pokoemon, khi nổi giận cậu sẽ biến thành một con sư tử và có tốc độ chạy rất nhanh. Không như Pokoemon, cậu có thể ở dạng biến hình mà không bị mất sức.
  - Vị trí: Second base
  - Số áo: 01
  - Kỹ năng đặc biệt: Full Moon Swing, Transformation
- Poroemon (ポロえもん): Là một trong ba anh em Pokoemon, khi nổi giận cậu sẽ biến thành một con gấu trúc. Cậu có thể thực hiện được khí công của Trung Quốc và có cú ném Global Soap, tuy quả bóng bay chậm nhưng biết tránh khỏi gậy đánh bóng. Không như Pokoemon, cậu có thể ở dạng biến hình mà không bị mất sức.
  - Vị trí: Shortstop, Pitcher (tạm thời)
  - Số áo: 02
  - Kỹ năng đặc biệt: Full Moon Swing, Transformation, Chinese Floating Art, Global Soap

Thành tích của đội:
- Á quân WABC Cup: Pokemon
- Top 16 đội xuất sắc nhất giải Japan Tournament Cup

### *Akane Flyers
Là một đội bóng chày nghiệp dư thuộc tỉnh Hyogo, Nhật Bản, thuộc sân vận động Koushien, sân vận động lâu đời nhất Nhật Bản.
- Amoll (エモル): Vốn là một thiên tài được tổng giám đốc công ty E.A.L, Ganie tạo ra từ bộ não của chính mình. Tuy nhiên, Amoll không thích công việc quản lý mà luôn muốn trở thành cầu thủ bóng chày chuyên nghiệp, vì vậy Amoll đã lập ra đội bóng Akane Flyers. Do đã đánh cược với Ganie rằng cậu sẽ từ bỏ bóng chày nếu thất bại tại Kabutomusi Cup, cậu không từ bất cứ thủ đoạn nào để giành chiến thắng. Nhưng sau khi theo dõi trận chung kết giữa Akane Flyers và Edogawa Doras, Ganie đã thấy được tài năng và ước mơ của Amoll nên đã đồng ý để cậu tiếp tục chơi bóng chày. Cũng từ đó Amoll đã thay đổi, không dựa vào thủ đoạn nữa mà muốn giành chiến thắng bằng chính thực lực của mình. Cậu là một trong số những cầu thủ được lựa chọn để tham gia giải WABC. Sau này cậu trở thành cầu thủ chuyên nghiệp và đầu quân cho đội Hanshin Tiger
  - Vị trí: Pitcher
  - Số áo: 1
  - Kỹ năng đặc biệt: Dragonfly Ball, Red Dragonfly Ball, Inverse Dragonfly Ball, Salty Dragonfly Ball, Dragonfly's return
- Ginjiro (銀次郎): Một trong hai thành viên thân nhất với Amoll. Cậu có dáng người chuẩn siêu mẫu và có sở trường thực hiện những cú chạm bóng an toàn.
  - Vị trí: Second base
  - Số áo: 3
- Yago (野吾): Một trong hai thành viên thân nhất với Amoll. Cậu luôn kết thúc mỗi câu nói bằng "~yago". Ban đầu cậu không xử lý được bóng thấp và bóng xoáy, nhưng cậu đã khắc phục được điểm yếu đó trước trận đấu với đội Doras.
  - Vị trí: First base
  - Số áo: 9

Thành tích của đội:
- Á quân WABC Cup: Amoll
- Á quân Kabutomusi Cup
- Top 16 đội xuất sắc nhất giải Japan Tournament Cup

### *Edogawa Boros
Là một đội bóng chày nghiệp dư thuộc thành phố Tokyo, Nhật Bản, thuộc sân vận động Edogawa.
- Retsu (レツ): Bạn cùng lớp của Hiroshi và là người lập nên đội Edogawa Boros. Retsu là một kẻ hám tiền, bủn xỉn, đã một lần làm Kuroemon suýt mất một số tiền lớn, đồng thời đã giao đấu với đội Doras trong một trận đấu giả mạo nhằm lừa tiền khán giả. Rất giỏi máy móc, công nghệ. Là một trong số những cầu thủ được lựa chọn để tham gia giải WABC.
  - Vị trí: Catcher
  - Số áo: 2
- Borosuke (ボロ助): Vốn là một chiếc máy ném bóng của sân tập Batting Center, được Retsu thiết kế lại thành 1 cầu thủ robot. Luôn muốn so tài với Kuroemon.
  - Vị trí: Pitcher
  - Số áo: 3
  - Kỹ năng đặc biệt: Spring Ball

Thành tích của đội:
- Giải nhì WABC Cup: Retsu
- Giải ba Japan Tournament Cup

### *Devil Kings
Là đội bóng chày số 1 nước Mĩ, có đội hình toàn những cầu thủ xuất sắc do Drump lựa chọn.
- Drump (ドランプ): Cậu là đội trưởng của đội Devil Kings - đội bóng nghiệp dư giỏi nhất nước Mỹ. Cậu được Beibu dạy cho chơi bóng chày. Cậu là một cầu thủ xuất sắc nhưng không từ thủ đoạn để đội bóng của mình thành giỏi nhất thế giới (trước đây). Nhưng sau trận đấu với đội Doras, cậu đã sửa đổi và trở thành một người bạn của Kuroemon, giúp Kuro phá giải 2 cú ném WWW Ball và World Ball. Là người đã từng gây ra chấn thương vai cho Shiroemon khi Shiro từ chối gia nhập Devil Kings. Cậu đã chấp nhận lời thách đấu của Kuroemon với điều kiện nếu đội Doras thua, Kuro sẽ phải đầu quân cho Devil Kings. Trong trận đấu đó, cậu đã gặp lại người bạn cũ Beibu và nhận ra được ý nghĩa của việc chơi bóng chày, và từ đó cậu đã không sử dụng thủ đoạn nữa. Là một trong những cầu thủ đại diện cho nước Mỹ tham gia giải WABC.
  - Vị trí: Pitcher, Right fielder (tạm thời, WABC)
  - Số áo: 13
  - Kỹ năng đặc biệt: Queen (Q) Ball, Royal Straight Flash, Stroke of K spades
  - Randy (ランディ): Trước đây là cầu thủ chủ lực của đội Lobsters, nhưng đã rời bỏ đội để sang Devil Kings nhằm được chữa trị chấn thương và tiếp tục thi đấu. Cậu có sức bật tốt cùng khả năng bắt bóng và phòng thủ xuất sắc. Là một trong những cầu thủ đại diện cho nước Mỹ tham gia giải WABC.
    - Vị trí: Catcher, First base (tạm thời)
    - Số áo: 3
- Lou (ルー): Một cầu thủ tài năng, xuất sắc cả trong tấn công và phòng thủ, có khả năng đánh bóng bay đi rất xa. Là một trong những cầu thủ đại diện cho nước Mỹ tham gia giải WABC.
  - Vị trí: Third base, Shortstop (tạm thời)
  - Số áo: 6
- Ryan (ライアン): Giống như Lou, cậu là một cầu thủ tài năng. Sở trường của cậu là phòng ngự, nhưng cậu cũng chơi rất tốt ở vị trí ném bóng. Đồng thời, cậu cũng thể hiện một tư duy chiến thuật tốt khi sử dụng bảo bối đúng lúc. Là một trong những cầu thủ đại diện cho nước Mỹ tham gia giải WABC.
  - Vị trí: Shortstop, Pitcher (tạm thời), Second base (WABC)
  - Số áo: 1
- Mark (マーク): Bác sĩ riêng của đội bóng. Là một bác sĩ giỏi, có khả năng chữa lành mọi vết thương. Khi Shiroemon bị chấn thương vai, Kuroemon đã thách đấu Drump, với điều kiện nếu đội Doras thắng, bác sĩ Mark sẽ chữa khỏi vai cho Shiro, nhưng nếu thua, Kuro sẽ phải đầu quân cho Devil Kings. Tuy giỏi chữa bệnh nhưng về bóng chày thì anh chưa thuần thục cho lắm.
  - Vị trí: Right fielder, Third base (tạm thời)
  - Số áo: 5

Thành tích của đội:
Vô địch WABC CupDrump, Randy, Roux, Ryan

### Những nhân vật khác
- King Sadaharu (キング・サダハル): Huấn luyện viên của đội tuyển Nhật Bản tham gia giải WABC. Là người giữ kỉ lục thế giới với 1068 cú homerun. Ông được tôn là Vua Bóng chày. Nhân vật này được thể hiện qua cầu thủ bóng chày của Nhật Sadaharu Oh. Cú đánh nổi tiếng của ông là cú đánh co một chân.
- Mister Shigeo: Huấn luyện viên thứ 2 trong trận Những ngôi sao bóng chày sau giải Japan Tournament Cup. Được tôn là Mặt trời của bóng chày.
- Dora Ichiro (ドラ一朗): Thành viên của đội Bousou Turtles. Một tài năng phát bóng với tỉ lệ thành bàn đáng nể (80%). Cậu đã từng giao đấu với đội Doras. Nhân vật này được lấy hình tượng cầu thủ Suzuki Ichiro. Sau này, cậu đã sang Mỹ và gia nhập đội Seattle Marines thuộc khuôn khổ giải nhà nghề Major League.
- Oreemon (オレえもん): Cầu thủ đánh bóng chủ lực của đội Akita Orions. Trước lúc tham gia giải WABC, cậu đã bị một chấn thương khá nặng nhưng cậu đã cố gắng nén đau để thi đấu. Là mẫu cầu thủ có ý chí và sức mạnh lớn. Một khi đã có được phong độ đỉnh cao, chỉ cần bóng chạm vào gậy của cậu là có một cú ăn điểm tuyệt đối. Cậu đã ghi hai cú homerun từ Hiroshi và cũng hóa giải được cú ném Royal Straight Flash của Drump.
- Mazui (マヅイ): Một cầu thủ rất có ý chí. Cậu không bao giờ chịu thua kém Kuroemon. Thi đấu cho đội Ishikawa Yankees. Nhân vật này được lấy hình tượng cầu thủ Hideki Matsui của đội New York Yankees.
- Kinuemon (キヌえもん): Là một cầu thủ có thân hình đồ sộ, Kinuemon thi đấu cho đội Tetsujin Gundan. Cậu là robot khỉ đầu chó
- Hill (ヒル): Huấn luyện viên của đội tuyển Mỹ tham gia WABC.
- Spider (スパイドル): Cầu thủ ném bóng của đội tuyển Mỹ. Luôn đeo mặt nạ. Được dựa trên nhân vật Spider-Man.
- Monga (門賀): Đội trưởng của đội Mongas. Là một kẻ luôn cậy tiền, cậy thế.
- Ronaemon (ロナえもん): Cầu thủ bóng đá của Brazil, đội trưởng của đội bóng đá nổi tiếng Canaria. Đã tạo ra trận đấu "Kết hợp giữa Bóng đá - Bóng chày" để đấu với Kuroemon. Nhân vật được dựa trên cầu thủ bóng đá Ronaldinho nổi tiếng người Brazil.
- Robiemon (ロビえもん) và Roroemon (ロロえもん): Hai anh em cầu thủ của đội Canaria.
- Monta (もん太): Cầu thủ ném bóng cực kỳ lợi hại với kỹ thuật ném bóng thẳng lên tới hơn 181 km/h. Do hành vi côn đồ trên sân cỏ nên cậu đã bị cấm thi đấu trong 5 năm, bị đưa lên chùa tu hành và bị đeo dải băng kim cô lên đầu. Tuy nhiên, vị hòa thượng ở chùa đã đồng ý rằng cậu phải trả nợ bằng chính bóng chày và cho phép cậu tham gia Japan Tournament Cup. Ước mơ lớn nhất là đánh bại Kuroemon và Shiroemon. Rất ghét bóng biến hóa (giống cách ném của Drump, Shiroemon và Amoll) vì nó gợi lại lời hứa với người bạn thân quá cố Benke. Thi đấu cho đội Yamaokuyama Temple.
- Vị trí:Pitcher ,số áo:01
- Tuyệt chiêu:Cú ném thần tốc
- Thành tích của đội:Á quân Japan Tournament Cup
- Uluru (ウルル): Cầu thủ giao bóng điêu luyện của đội tuyển Úc. Uluru là tên của 1 dãy đá nổi tiếng ở Úc.
- Doalan (ドアラン): Con gấu koala của Uluru. Có thể đánh hơi để đọc suy nghĩ của đối thủ. Đã bị Kuroemon và Hyoroemon đánh bại.
- Alice (アリス): Cầu thủ đội trưởng đội tuyển Anh, dù là con gái nhưng rất mê bóng chày.
- Mẹ của Hiroshi: Chủ của cửa hàng "Dịch vụ chuyển phát nhanh Doraneko".
- Bố của Hiroshi: Người giúp Hiroshi làm quen với môn bóng chày. Đã mất.
- Beibu (ベイブ): Người thành lập ra đội bóng Devil Kings và đồng thời là người giúp Drump làm quen với môn bóng chày. Do chơi bóng chày quá kém nên cậu đã rời bỏ đội Devil Kings và chuyển sang làm trọng tài. Cậu đã gặp lại Drump trong trận đấu giữa Devil Kings và Edogawa Doras. Người bạn thân nhất của Drump.
- Ganie (ガニエ): Giám đốc công ty hàng không E.A.L và là chủ nhân của Amoll.
- Bố của Retsu: Chủ sân Batting Center. Rất thán phục con trai và cũng rất hám tiền.
- Hyoro: Bố của Hyoroemon. Tên là Uo Hyoro. Chủ cửa hàng thủy sản Hyoro. Do ông bị bệnh nên Hyoroemon đã rời khỏi đội. Tuy nhiên chính ông đã động viên Hyoro quay trở lại.
- Ông Inazuma: Chủ quán trọ mà hiện Aimond đang sống.

## Xuất hiện khác
Một trò chơi điện tử trên hệ máy Nintendo DS dựa vào bộ truyện có tên Dorabase: Dramatic Stadium (ドラベース ドラマチック・スタジアム) do Bandai phát triển và phát hành ngày 20 tháng 12 năm năm 2007 tại Nhật Bản.
Sau đó Bandai cũng tiếp tục ra Dorabase 2.